# تمزق أعظم
تمدد الكون
التشقّق العظيم أو التمزق العظيم أو المحك الكبير (بالإنجليزية: Big Rip)‏ هو افتراض متعلق بعلم الكون نُشر لأول مرة في عام 2003، حول المصير الحتمي للكون، والذي يتم فيه تمزيق مادة الكون، بما فيها من نجوم ومجرات وحتى الذرات والجسيمات دون الذرية، بصورة مستمرة عن طريق توسع الكون في زمن معين في المستقبل. من الناحية النظرية، يصبح معامل القياس للكون مطلقًا في زمن محدود في المستقبل.

## التعريف ونظرة عامة
يعتمد الافتراض بصورة جوهرية على نوع الطاقة المظلمة في الكون. تتمثل القيمة الرئيسة في معلمة معادلة الحالة {\displaystyle w}، وهي النسبة بين ضغط الطاقة المظلمة وكثافة الطاقة الخاصة بها. عند {\displaystyle w} <−1, سوف يمزق الكون في النهاية. يُطلق على هذه الطاقة اسم طاقة السراب، وهي شكل ضخم من الجوهر.
يتوسع الكون الذي تسوده طاقة السراب بمعدل متزايد. على الرغم من ذلك، يتضمن هذا الافتراض تقلص حجم الفضاء المرئي بصورة مستمرة؛ حيث تتقلص المسافة إلى حافة الكون المرئي الذي يتحرك بسرعة الضوء من أي نقطة. عندما يصبح حجم الكون المرئي أصغر حجمًا مقارنة بأي تركيب معين، فلن يمكن حدوث أي تفاعل بواسطة أي القوى الأساسية (القوى المتعلقة بالجاذبية أو الكهرومغناطيسية أو القوة النووية الضعيفة أو التفاعل القوي) بين أجزاء التركيب الأكثر بعدًا. عندما تصبح هذه التفاعلات مستحيلة، يتمزق التركيب “ripped apart”. يتضمن هذا النموذج أنه سيكون هناك تفرد نهائي بعد مرور زمن محدود، ويُطلق على هذا اسم “التمزق الأعظم”، والذي تتباعد خلاله جميع المسافات بقيم مطلقة.
قام واضعو هذا الافتراض، الذين يقودهم روربرت كالدويل الذي يعمل في كلية دارتموث، بحساب الزمن بين الوقت الحاضر ونهاية الكون تبعًا لما نعرفه بالنسبة لهذا الشكل من الطاقة ليكون
{\displaystyle t_{rip}-t_{0}\approx {\frac {2}{3|1+w|H_{0}{\sqrt {1-\Omega _{m}}}}}}
حيث تكون {\displaystyle w} معرفة أعلاه، وتكون H0 ثابت هابل وΩm القيمة الحالية لكثافة المادة بأكملها الموجودة في الكون.
قام واضعو هذا الافتراض بدراسة مثال تكون فيه {\displaystyle w} =−1.5، H0 = 70 كم/ث/ميل لكل ثانية وΩm= 0,3، وهي الحالة التي تكون فيها نهاية الكون بعد مرور 22 مليار سنة من الوقت الحالي. لا يعتبر هذا المثال نبوءة، لكنه مثال افتراضي. يلاحظ واضعو هذا المثال أن البرهان يوضح أن {\displaystyle w} قريبة جدًا من −1 في كوننا، بما يجعل {\displaystyle w} الطرف المهيمن في المعادلة. كلما اقتربت الكمية (1 + {\displaystyle w}) من الصفر، اقترب الطرف المهيمن من الصفر واقترب حدوث التمزق الأعظم في المستقبل. إذا كانت {\displaystyle w} مساوية بالضبط للقيمة −1، فإنه لا يمكن حدوث التمزق الأعظم، بغض النظر عن قيم H0 أو Ωm.
في المخطط الذي يوضحه واضعو هذا الافتراض عندما تكون {\displaystyle w} = −1,5، يمكن أن تنفصل المجرات أولاً عن بعضها البعض. يمكن أن تصبح الجاذبية ضعيفة جدًا قبل حوالي 60 مليون عام من نهاية الكون للدرجة التي لا تمكنها من الإمساك بمجرة الطريق اللبني والمجرات الأخرى الفردية معًا. قبل ثلاثة شهور تقريبًا من نهاية الكون، يمكن أن يصبح النظام الشمسي (أو الأنظمة الشبيهة بنظامنا في هذا الوقت، حيث يكون مصير نظامنا الشمسي بعد مرور 7.5 مليار عام من الآن مثار جدل) غير مرتبط بالجاذبية. في الدقائق الأخيرة قبل نهاية الكون، سوف تتمزق النجوم والكواكب، أما في اللحظات الأخيرة قبل النهاية، تُدمر الذرات.

## بيانات تجريبية
وفقًا لأحدث البيانات المتوفرة المتعلقة بعلم الكونيات، تظل الشكوك كبيرة جدًا لدرجة لا تمكننا من التمييز بين الحالات الثلاث {\displaystyle w} <−1، {\displaystyle w} = −1، و{\displaystyle w}> −1.